# 秀麗脂頰電鰻
秀麗脂頰電鰻，為輻鰭魚綱電鰻目短吻電鰻科的其中一種，為熱帶淡水魚，分布於南美洲亞馬遜河流域，體長可達29.4公分，棲息在底中層水域，生活習性不明，可做為觀賞魚。